# Centrale Bank van Cyprus
De Centrale Bank van Cyprus (Grieks: Κεντρική Τράπεζα Κύπρου, Kentrike Trapeza tis Kyprou) is de centrale bank van Cyprus.
Deze bank, die in 1963 is opgericht, is in 2008 onderdeel geworden van de Europese Centrale Bank en behoort tot het Europees Stelsel van Centrale Banken.
In maart 2013 stelde de Centrale bank van Cyprus een maximale geldopname van 100 euro in om een bankrun te voorkomen.